# Pyracantha koidzumii
Pyracantha koidzumii là loài thực vật có hoa trong họ Hoa hồng. Loài này được (Hayata) Rehder miêu tả khoa học đầu tiên năm 1920.

## Hình ảnh

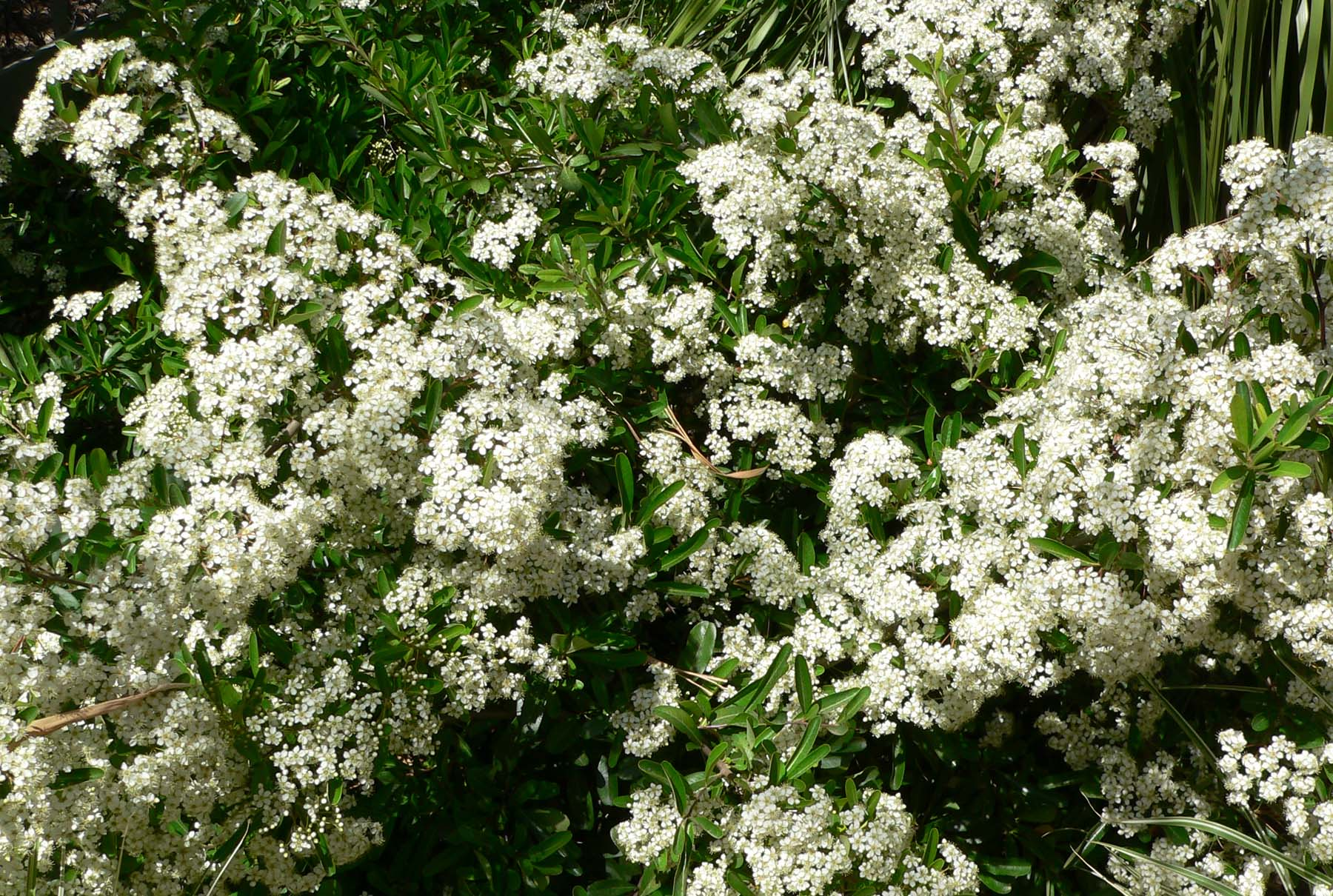
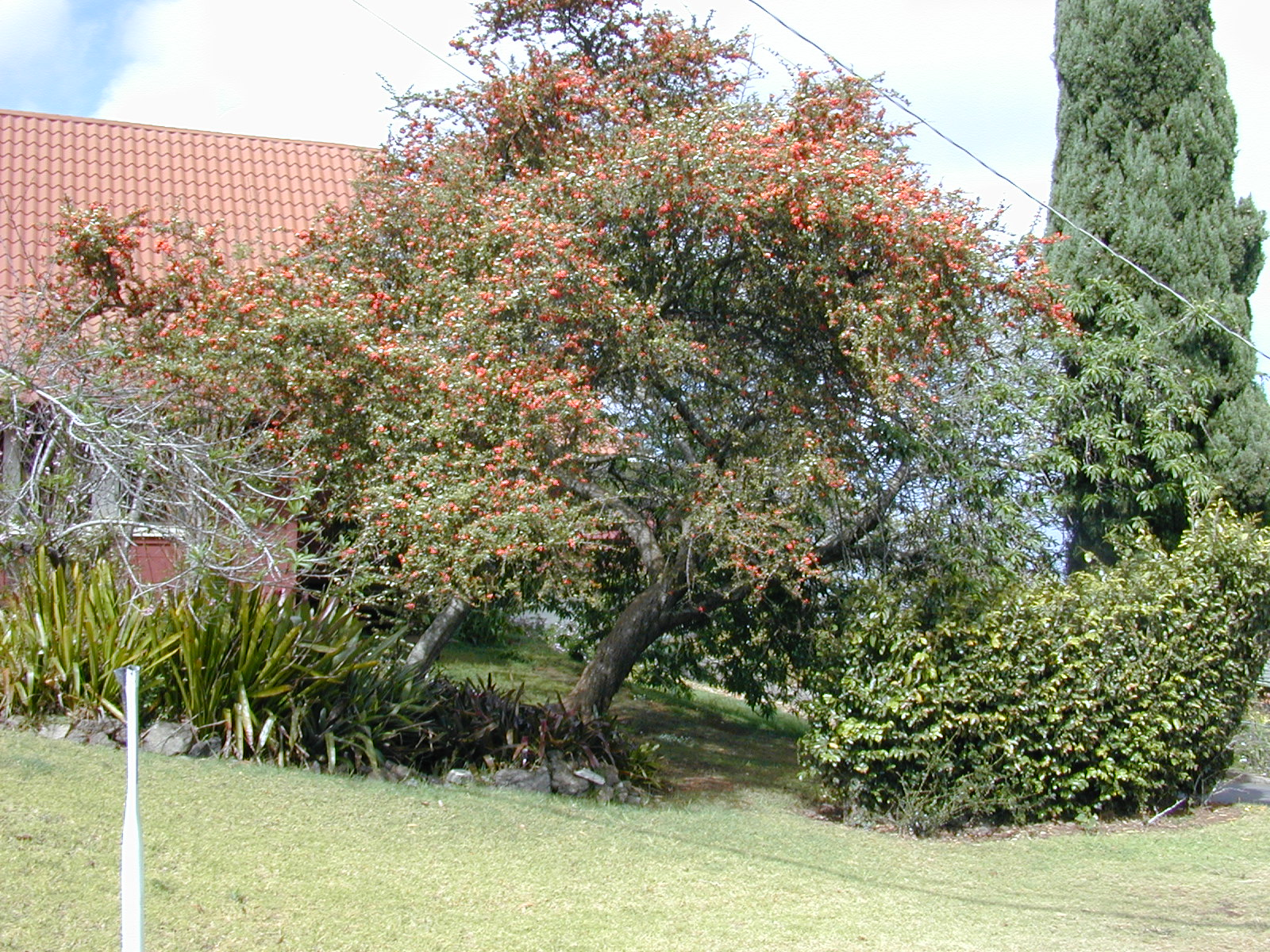
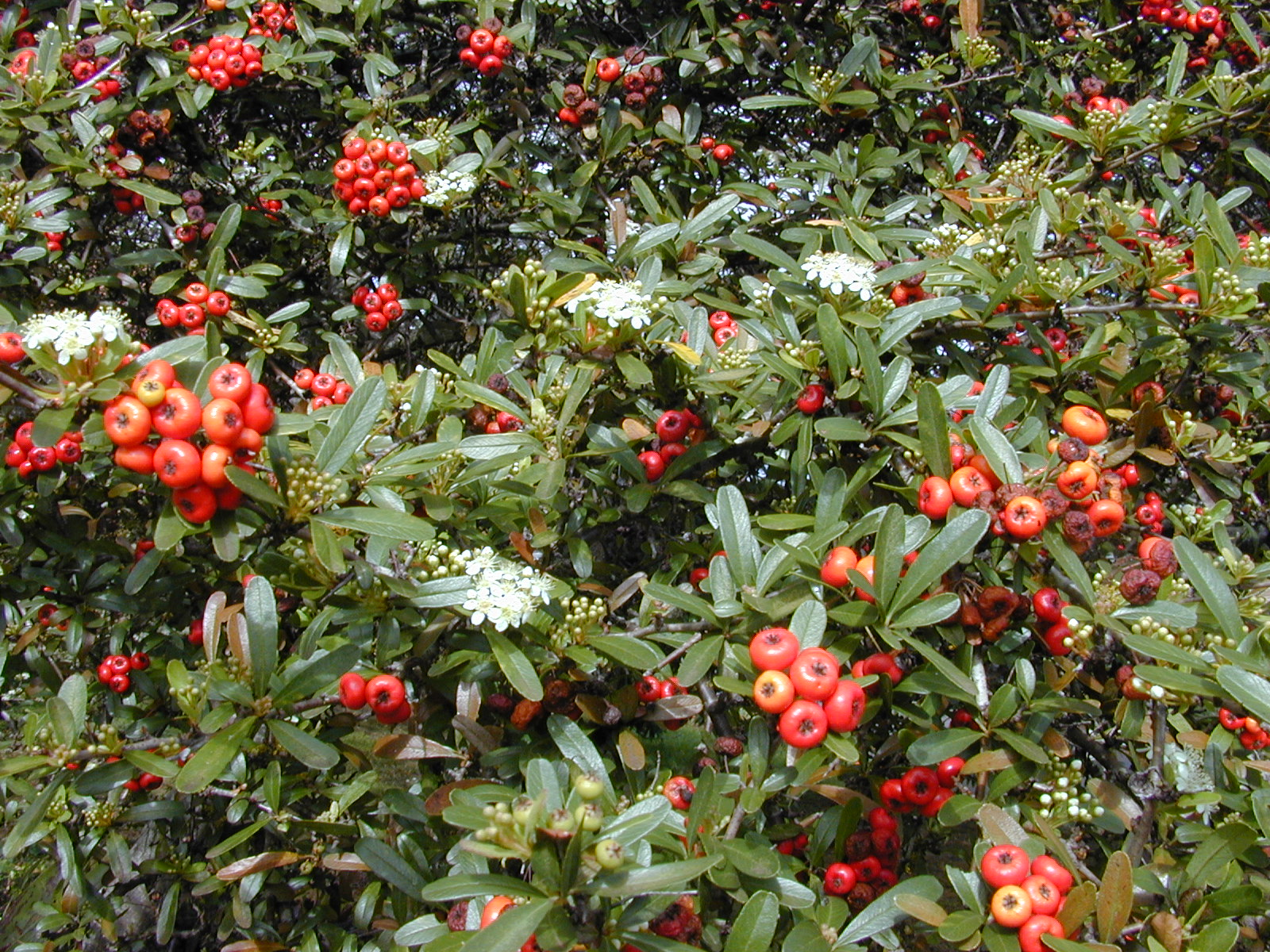
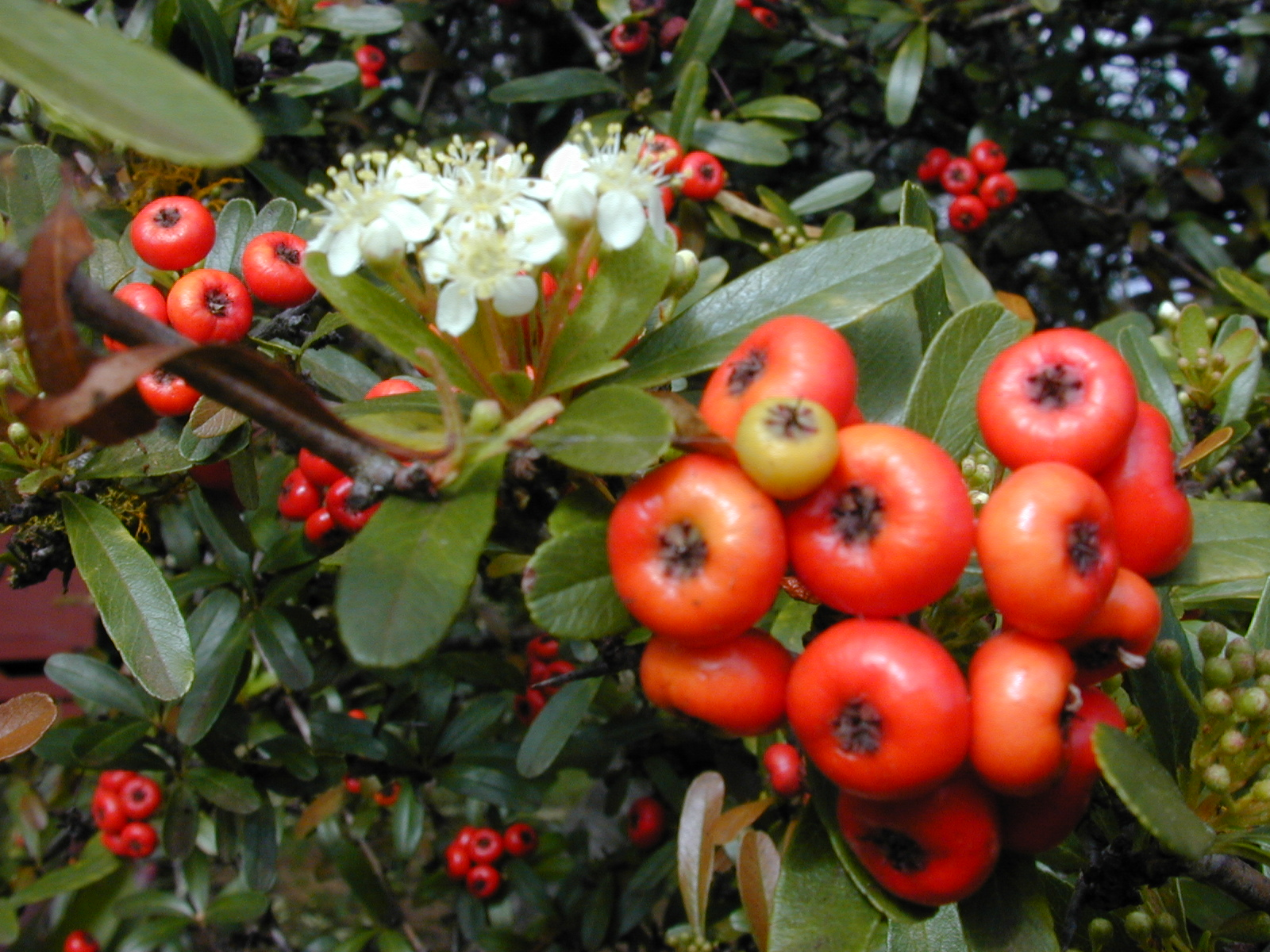